# Alexander Wjatscheslawowitsch Michailin

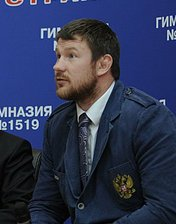
Alexander Michailin (2011)

Alexander Wjatscheslawowitsch Michailin (russisch Александр Вячеславович Михайлин; * 18. August 1979 in Moskau) ist ein russischer Judoka, der meist im Schwergewicht oder in der offenen Klasse antrat.

## Sportliche Karriere

### Die Jahre bis 2005
Michailin wurde 1996 russischer Juniorenmeister im Halbschwergewicht, bei den Junioreneuropameisterschaften belegte er 1996 den zweiten Platz. 1997 siegte er bei den russischen Juniorenmeisterschaften und bei den Junioreneuropameisterschaften im Schwergewicht. 1998 siegte er bei den Militärweltmeisterschaften sowohl im Halbschwergewicht als auch in der offenen Klasse. Im gleichen Jahr wurde er auch Juniorenweltmeister. Im Januar 1999 gewann Michailin in Moskau sein erstes Weltcupturnier. Bei den Europameisterschaften 1999 gewann er nach einer Niederlage gegen Ariel Zeevi aus Israel die Bronzemedaille im Halbschwergewicht. Bei den Weltmeisterschaften 1999 in Birmingham verlor er nur gegen den Südkoreaner Jang Sung-ho und erhielt die Bronzemedaille, ebenfalls im Halbschwergewicht. Mit der russischen Mannschaft wurde Michailin 1999 Europameister. Bei den russischen Meisterschaften gewann er 1999 seinen ersten Titel in der offenen Klasse, nachdem er zuvor im Schwergewicht Zweiter geworden war. 2000 gewann er sowohl bei den russischen U23-Meisterschaften als auch bei den russischen Meisterschaften die Titel im Schwergewicht und in der offenen Klasse. Bei den Olympischen Spielen 2000 wurde Russland in der obersten Gewichtsklasse durch Tamerlan Tmenow vertreten.
2001 gewann Michailin bei den Europameisterschaften den Titel in der offenen Klasse durch einen Finalsieg über den Niederländer Dennis van der Geest. Bei den Weltmeisterschaften 2001 in München, gewann er gleich zwei Goldmedaillen. Im Schwergewichtsfinale besiegte er den Türken Selim Tataroğlu, in der offenen Klasse gewann er das Finale gegen den Israeli Ariel Zeevi. Das Finale der Sommer-Universiade 2001 verlor er gegen van der Geest. Zwei Monate nach der Universiade wurde Michailin Militärweltmeister. Bei den Europameisterschaften 2002 erhielt er die Silbermedaille, nachdem er das Finale gegen van der Geest verlor. Seinen Militärweltmeistertitel verteidigte er 2002 erfolgreich. 
Im Finale der offenen Klasse traf Michailin bei den Europameisterschaften 2003 wieder auf Dennis van der Geest und diesmal gewann Michailin. 2004 trat wieder Tmenow bei den Olympischen Spielen an, Michailin gewann 2004 die russischen Meisterschaften und die Studentenweltmeisterschaften. Bei den Europameisterschaften 2005 gewann Michailin im Schwergewicht das Halbfinale gegen  van der Geest, im Finale siegte er über den Polen Janusz Wojnarowicz. Nach dem Sieg bei den Militärweltmeisterschaften  erreichte er auch das Schwergewichtsfinale bei den Weltmeisterschaften 2005 in Kairo und gewann den Kampf um Gold gegen den Japaner Yasuyuki Muneta. Zum Jahresabschluss 2005 verlor er das Finale bei den Europameisterschaften in der offenen Klasse gegen Tmenow. 

### Die Jahre ab 2006
2006 siegte Michailin bei den Militärweltmeisterschaften. Er wurde Mannschafts-Vizeweltmeister und Mannschafts-Europameister. Bei den Europameisterschaften in der offenen Klasse gewann er das Finale gegen den Georgier Adam Okruaschwili. 2007 verlor er bei den Europameisterschaften im Schwergewicht frühzeitig gegen den Georgier Lascha Gudschedschiani und gewann nach drei Siegen in der Hoffnungsrunde die Bronzemedaille. Ebenfalls Bronze gewann die russische Mannschaft bei den Mannschaftseuropameisterschaften. Das Finale der Europameisterschaften in der offenen Klasse gewann er gegen den Weißrussen Ihar Makarau. Bei den Olympischen Spielen 2008 trat für Russland Tamerlan Tmenow an, Michailin gewann die Bronzemedaille bei den Mannschaftsweltmeisterschaften. Ende 2008 verlor er das Finale bei den Weltmeisterschaften in der offenen Klasse gegen den Franzosen Teddy Riner. Bei den Europameisterschaften 2009 verlor Michailin das Halbfinale im Schwergewicht gegen den Esten Martin Padar, im Duell um Bronze besiegte er den Deutschen Andreas Tölzer.
Bei den Weltmeisterschaften 2011 in Paris verlor Michailin im Viertelfinale des Schwergewichts gegen den Südkoreaner Kim Sung-min, nach zwei Siegen in der Hoffnungsrunde erhielt er die Bronzemedaille. Ebenfalls Bronze erhielt er bei den Weltmeisterschaften in der offenen Klasse nach einer Halbfinalniederlage gegen den Ungarn Barna Bor. Bei den Europameisterschaften 2012 gewann er das Schwergewichtsfinale gegen Barna Bor, mit der Mannschaft erhielt er die Silbermedaille. Bei den Olympischen Spielen 2012 vertrat Michailin die russische Mannschaft im Schwergewicht. Nach zwei Auftaktsiegen gewann er das Viertelfinale gegen den Brasilianer Rafael Silva und das Halbfinale gegen den Deutschen Andreas Tölzer. Im Finale gewann Teddy Riner und Michailin erhielt die Silbermedaille. Zwei Monate nach den Olympischen Spielen siegte die russische Mannschaft mit Michailin bei den Mannschaftsweltmeisterschaften.
2013 belegte Michailin den fünften Platz bei den Weltmeisterschaften in Rio de Janeiro, die russische Mannschaft gewann die Silbermedaille hinter den Georgiern. 2014 wurde Michailin mit der Mannschaft Vizeeuropameister. Nach einigen schwächeren Jahren gewann Michailin Anfang 2018 das Weltcupturnier in Sofia, es war sein 15. Sieg bei einem Weltcupturnier.

## Titel
- Weltmeister Schwergewicht: 2001, 2005
- Weltmeister Offene Klasse: 2001
- Europameister Schwergewicht: 2005, 2012
- Europameister Offene Klasse: 2001, 2003, 2006, 2007
- Russischer Meister Schwergewicht: 2000, 2002, 2004, 2007, 2008, 2016
- Russischer Meister Offene Klasse: 1999, 2000, 2005, 2008